# Sportovní lezení na Letních olympijských hrách 2020
Sportovní lezení na Letních olympijských hrách 2020 v Tokiu se konalo od 3. do 6. srpna 2021.
Závodilo se v kombinaci tří disciplín (v pořadí: lezení na rychlost, bouldering a lezení na obtížnost), ze kterých se násobily výsledky a vítězil lezec s nejnižším součinem bodů.

## Kalendář
- úterý 3. srpna — kvalifikace muži
- středa 4. srpna — kvalifikace ženy
- čtvrtek 5. srpna — finále muži
- pátek 6. srpna — finále ženy

## Medailisté

### Muži
| Zlato                                 | Stříbro                                          | Bronz                           |
| ------------------------------------- | ------------------------------------------------ | ------------------------------- |
| Alberto Ginés López · Španělsko (ESP) | Nathaniel Coleman · Spojené státy americké (USA) | Jakob Schubert · Rakousko (AUT) |

### Ženy
| Zlato                               | Stříbro                         | Bronz                         |
| ----------------------------------- | ------------------------------- | ----------------------------- |
| Janja Garnbretová · Slovinsko (SLO) | Mihó Nonakaová · Japonsko (JPN) | Akijo Noguči · Japonsko (JPN) |

## Medailové pořadí zemí
| Pořadí | Země                   | Zlato | Stříbro | Bronz | Celkem |
| ------ | ---------------------- | ----- | ------- | ----- | ------ |
| 1      | Slovinsko              | 1     | 0       | 0     | 1      |
| 1      | Španělsko              | 1     | 0       | 0     | 1      |
| 3      | Japonsko               | 0     | 1       | 1     | 2      |
| 4      | Spojené státy americké | 0     | 1       | 0     | 1      |
| 5      | Rakousko               | 0     | 0       | 1     | 1      |
| celkem | celkem                 | 2     | 2       | 2     | 6      |

## Účastnické země
- Austrálie (2)
- Česko (1)
- Čína (2)
- Francie (4)
- Itálie (3)
- Japonsko (4)
- Jihoafrická republika (2)
- Jižní Korea (2)
- Kanada (2)
- Kazachstán (1)
- Německo (2)
- Polsko (1)
- Rakousko (2)
- Slovinsko (2)
- Spojené státy americké (4)
- Sportovci ROV (3)
- Španělsko (1)
- Švýcarsko (1)
- Velká Británie (1)